# Tysfjord
Tysfjord (samisk Divtasvuona suohkan) er en tidligere kommune der lå længst mod nord i Salten og i den søndre del af Ofoten i Nordland fylke i Norge. Tysfjord kommune blev i forbindelse med Kommunereformen i Norge 1. januar 2020 delt langs fjorden. Den nordøstlige del blev en del af nye Narvik kommune, den sydlige del tilfaldt Hamarøy kommune. Den grænsede i nord til Ballangen, og i syd og vest til Hamarøy. Kommunen har i øst en lang grænse til Sverige. Tysfjord er et samisk kærneområde. I dag er Tysfjord en to-sproglig kommune, med norsk og samisk sprog , og blev fra 1. januar 2006 indlemmet i Sametingets Sprogforvaltningsområde.
Tysfjord kommune er venskabskommune med Kirisji i Leningrad oblast.

## Geografi
Kommunen har navn efter Tysfjorden, som har grene langt indover mod grænsen til Sverige. Det samiske navn er Divtasvuodna. Længst ind går Hellemofjorden. Fra Hellemobotn til svenskegrænsen er der i luftlinje 6,3 km – Norges smalleste punkt syd for for Finnmark. I grænseområderne og mellem fjordarmene er der et fjeldlandskab med toppe på over 1.500 moh inde ved grænsen, og med nationalfjeldet Stádda/Stetind på 1.392 moh som den højeste i de ydre områder. Tysfjords højeste fjeld er Bjørntoppen (Gihtsetjåhkkå) med 1.520 moh. Tysfjords indbyggerne bor hovedsagelig i byerne Storjord (Stuorgiedde) med cirka 250 indbyggere, Kjøpsvik (Gásluokta) med omtrent 950 indbyggere, Drag (Ájluokta) med omtrent 950 indbyggere og i den fraflytningstruede bygd Musken (Måske) med cirka 40 indbyggere.
Tysfjord kommune ligger i det lulesamiske kerneområde på norsk side. Derfor er størstedelen af befolkningen af lulesamisk eller af sjøsamisk oprindelse.
Tysfjorden er Norges næstdybeste fjord. På sit dybeste punkt ved Hulløya er den 897 m dyb. (Den dybeste er Sognefjorden) Nord-Europas næstdybeste grotte, med det samiske navn Råggejávrrerájgge, ligger også her. Norges første naturreservat Bekkenesholmen (Bæhtsásasjsuoloj) ligger også i Tysfjord kommune. Det blev etableret i 1928. Tysfjord er også kendt for sine rige fiskeforekomster, og verdens største sildefiskeri foregår her hver vinter.
Store flokke spækhuggere på jagt efter vårgydende sild er blevet en turistattraktion de senere år.

## Byer og bebyggelser
- Gásluokta/Kjøpsvik
- Ájluokta/Drag
- Ájládde/Hellandsberg
- Soahkeluokta/Bjørkvik
- Stuorgiedde/Storjord
- Måsske/Musken
- Tjierrekluokta/Nordbukt
- Vuodnabahta/Hellemobotn
- Hierggenjárgga/Korsnes
- Storå/Jågåsijdda

### Tusenårssted
Kommunens tusenårssted er Korsnes/Hierggenjárgga. Stedet ligger ved indsejlingen til Tysfjord og er på en måde
porten til kommunen. I området er der helleristninger og Korsnes har også et aktivt og levende bygdemuseum.
På Korsnes ligger også Tysfjords ældste kirke og handelssted.

## Personer fra Tysfjord
- Anna i Makkvatnet († 1969)[3][4]